# حكومة بحاح
حكومة خالد محفوظ بحاح أو حكومة الشراكة الوطنية هي حكومة كفاءات تم الإعلان عن تشكيلها في 7 نوفمبر 2014 برئاسة خالد محفوظ بحاح ، وذلك عقب استقالة حكومة باسندوة.
قدمت الحكومة استقالتها في 22 يناير 2015 بعد استيلاء حركة أنصار الله الحوثيين على السلطة عام 2014، واستأنف بحاح مهامه كرئيس ل«حكومة مصغرة» في المنفى، بتكليف من الرئيس عبد ربه منصور هادي من الرياض.

## التكليف
تم الإتفاق بين المكونات السياسية على تشكيل حكومة كفاءات ، بعد أن قد كان الإتفاق على أن توزع الحقائب بين المكونات كالتالي  9 حقائب لتكتل اللقاء المشترك وشركائه، و 9 حقائب للمؤتمر الشعبي العام وحلفائه و 6 حقائب للحراك الجنوبي و6 حقائب لحركة أنصار الله الحوثيون.
وأصدر رئيس الجمهورية اليمنية عبد ربه منصور هادي في 13 أكتوبر 2014 م قرار بتكليف خالد محفوظ بحاح بتشكيل الحكومة.

## الوزراء
| الوزارة           | الوزير                                                                                       |
| ----------------- | -------------------------------------------------------------------------------------------- |
| رئيس الوزراء      | خالد محفوظ بحاح                                                                              |
| نائب رئيس الوزراء | {{{نائب1}}}                                                                                  |
| المالية           | محمد زمام (حتى 9 يونيو 2015)                                                                 |
| الخارجية          | عبدالله محمد الصايدي (منذ 7 نوفمبر 2014) - عبد الملك المخلافي (1 ديسمبر 2015 – 4 أبريل 2016) |
| الدفاع            | محمود الصبيحي                                                                                |
| الداخلية          | جلال الرويشان                                                                                |
| الكهرباء          | عبد الله الأكوع                                                                              |
| الإعلام           | نادية السقاف                                                                                 |
| الثقافة           | أروى عثمان                                                                                   |
| السياحة           | معمر الإرياني                                                                                |
| النفط             | محمد بن نبهان                                                                                |
| العدل             | خالد باجنيد                                                                                  |
| التربية والتعليم  | عبد اللطيف الحكيمي                                                                           |
| النقل             | بدر باسلمة                                                                                   |
| الرياضة           | رأفت الأكحلي                                                                                 |
| التجارة           | محمد السعدي                                                                                  |
| الإتصالات         | لطفي باشريف                                                                                  |
| التعليم العالي    | محمد المطهر                                                                                  |

| الوزارة                           | الوزير                                                                           |
| --------------------------------- | -------------------------------------------------------------------------------- |
| الصحة                             | رياض ياسين عبدالله                                                               |
| الأوقاف                           | فؤاد ابوبكر                                                                      |
| حقوق الإنسان                      | عزالدين الاصبحي                                                                  |
| الشؤون الاجتماعية                 | قبول محمد عبدالملك المتوكل (منذ 7 نوفمبر 2014) - سميرة عبيد (منذ 25 نوفمبر 2014) |
| الشؤون القانونية                  | محمد المخلافي                                                                    |
| الأشغال والطرق                    | وحي طه أمان                                                                      |
| الثروة السمكية                    | فهد سالم كفاين                                                                   |
| الزراعة                           | فريد مجور                                                                        |
| المياه والبيئة                    | عزي هبة الله علي شريم                                                            |
| شؤون المغتربين                    | علوي بافقية                                                                      |
| الخدمة المدنية                    | * أحمد محمد لقمان (منذ 7 نوفمبر 2014) أحمد محمد أحمد الشامي (منذ 25 نوفمبر 2014) |
| التخطيط والتعاون الدولي           | محمد الميتمي                                                                     |
| الإدارة المحلية                   | عبد الرقيب الأسودي                                                               |
| التعليم الفني                     | عبد الرزاق الأشول                                                                |
| وزيرا للدولة (عضو مجلس الوزراء)   |                                                                                  |
| وزيرا للدولة (عضو مجلس الوزراء)   | حسن زيد                                                                          |
| وزيرا للدولة لشؤون مجلس الوزراء   | سميرة خميس عبيد (منذ 25 نوفمبر 2014)                                             |
| وزيرا للدولة لشؤون النواب والشورى | أحمد محمد الكحلاني                                                               |
| وزيرا للدولة (عضو مجلس الوزراء)   | محمد موسى العامري                                                                |
| وزيرا للدولة لشؤون الحوار الوطني  | غالب مطلق                                                                        |

## استقالة الحكومة
نص الاستقالة:
| حكومة بحاح | بسم الله الرحمن الرحيم فخامة الاخ رئيس الجمهورية المشير عبدربه منصور هادي حفظكم الله السلام عليكم ورحمة الله وبركاته،،، الموضوع : إستقالة تعلمون أننا في حكومة الكفاءات قبلنا تحمل مسئولية قيادة اليمن وتنميتها في ظروف صعبة ومعقدة جداً. وجئنا من مختلف المجالات والتخصصات العلمية والإجتماعية من أجل ان نخدم وطننا ونساهم في إحلال الأمن والاستقرار الاقتصادي والاجتماعي. وبالرغم من الفترة القصيرة التي عملنا فيها منذ السابع من نوفمبر 2014م، والحصول على ثقة البرلمان في 18 ديسمبر 2014م، إلا أننا استطعنا ان نعطي الشعب والقيادة مؤشرات حقيقية تدل على ما كان يمكن أن نقدمه لهذا الوطن، ولكن يظهر بأن الأمور تسير في طريق آخر... لذا فاننا ننأى بأنفسنا ان ننجر إلى متاهة السياسة غيرالبناءة والتي لا تستند إلى قانون أو نظام. ويشهد الله أننا كحكومة كفاءات حاولنا ما أمكن أن نخدم هذا الشعب وهذا الوطن بكل ما استطعنا من قوة وعلم وكفاءة ومسئولية وضمير. وعندما أدركنا أن هذا لا يمكن؛ قررنا اليوم أن نقدم استقالتنا لفخامة رئيس الجمهورية وإلى الشعب اليمني، حتى لا نكون طرفاً في ما يحدث وفيما سيحدث، ولا نتحمل مسئولية ما يقوم به غيرنا أمام الله وأمام الشعب. نعتذر اليك ايها الشعب اليمني الصابر، ونسأل الله أن يخرج اليمن إلى بر الأمان. خالد محفوظ عبدالله بحاح | حكومة بحاح |